# Coupe d'Afrique des vainqueurs de coupe féminine de handball 1988
La Coupe d'Afrique des vainqueurs de coupe féminine de handball 1988 est la quatrième édition de la compétition. Elle s'est déroulée du 25 mars au 1er avril 1988 à Oran en Algérie sous forme d'un championnat.

## Résultats
Les résultats sont :
| Date                    | Heure | Équipe 1         | Score         | Équipe 2         |
| ----------------------- | ----- | ---------------- | ------------- | ---------------- |
| vendredi 25 mars 1988   | 17h45 | Mouloudia d'Oran | 16 – 13       | AS Sogara        |
| samedi 26 mars 1988     | 16h00 | IRB El Biar      | 10 – 15 (4-9) | CNPS Abidjan     |
| samedi 26 mars 1988     | 17h15 | Camship Douala   | 17 – 16       | Club africain    |
| dimanche 27 mars 1988   | 14h45 | Club africain    | 12 – 21       | CNPS Abidjan     |
| dimanche 27 mars 1988   | 16h00 | IRB El Biar      | 11 – 12       | AS Sogara        |
| dimanche 27 mars 1988   | 17h15 | Camship Douala   | 15 – 14       | Mouloudia d'Oran |
| lundi 28 mars 1988      | 10h30 | Mouloudia d'Oran | 14 – 13       | IRB El Biar      |
| lundi 28 mars 1988      | 14h45 | Club africain    | 14 – 6        | AS Sogara        |
| lundi 28 mars 1988      | 17h15 | Camship Douala   | bat           | CNPS Abidjan     |
| mardi 29 mars 1988      | Repos | Repos            | Repos         | Repos            |
| mercredi 30 mars 1988   | 14h45 | AS Sogara        | battu par     | CNPS Abidjan     |
| mercredi 30 mars 1988   | 16h00 | Camship Douala   | bat           | IRB El Biar      |
| mercredi 30 mars 1988   | 17h15 | Club africain    | 14 – 14       | Mouloudia d'Oran |
| jeudi 31 mars 1988      | Repos | Repos            | Repos         | Repos            |
| vendredi 1er avril 1988 | 10h00 | Camship Douala   | bat           | AS Sogara        |
| vendredi 1er avril 1988 | 11h15 | Club africain    | bat           | IRB El Biar      |
| vendredi 1er avril 1988 | 14h00 | CNPS Abidjan     | 16 – 15       | Mouloudia d'Oran |

## Classement final
Le classement final est :
|   | Équipe           | Pts | J | G | N | P | Bp  | Bc  | Diff |
| - | ---------------- | --- | - | - | - | - | --- | --- | ---- |
| 1 | Camship Douala   | 15  | 5 | 5 | 0 | 0 | 89  | 000 |      |
| 2 | CNPS Abidjan     | 13  | 5 | 4 | 0 | 1 | 89  | 000 |      |
| 3 | Club africain    | 10  | 5 | 2 | 1 | 2 | 000 | 000 |      |
| 4 | Mouloudia d'Oran | 10  | 5 | 2 | 1 | 2 | 73  | 71  | 2    |
| 5 | AS Sogara        | 7   | 5 | 1 | 0 | 4 | 000 | 000 |      |
| 6 | IRB El Biar      | 5   | 5 | 0 | 0 | 5 | 000 | 000 |      |

Remarque : le Club africain termine troisième devant le Mouloudia d'Oran grâce à une meilleure différence de buts